# Clytie sancta
Clytie sancta là một loài bướm đêm trong họ Erebidae.